# Danilo Peinado
Danilo Peinado, vollständiger Name Danilo Javier Peinado Lerena, (* 4. April 1985 in Montevideo) ist ein ehemaliger uruguayischer Fußballspieler.

## Karriere

### Vereine
Der 1,81 Meter große Offensivakteur Peinado stand zu Beginn seiner Karriere von 2003 bis Mitte 2007 in Reihen von Defensor Sporting. Saisonübergreifend kam er bei den Montevideanern in mindestens 54 Erstligaspielen zum Einsatz, bei denen er 14 Treffer erzielte. Anschließend war er in der Spielzeit 2007/08 für die Montevideo Wanderers aktiv und traf zwölfmal bei 28 Erstligaeinsätzen ins gegnerische Tor. Für die Saison 2008/09 wurde er an Liverpool Montevideo ausgeliehen und bestritt 18 Partien der Primera División, bei denen er drei Tore schoss. Nach der Rückkehr zu den Wanderers lief er in der Apertura 2009 in 13 Erstligabegegnungen (fünf Tore) auf. Mitte Januar 2010 folgte ein weiteres Leihgeschäft. Aufnehmender Klub war dieses Mal der Club Olimpia. Sieben persönlich torlose Ligaeinsätze weist die Statistik für Peinado beim Klub aus Paraguay aus. Wiederum kehrte er kurzzeitig zu den Wanderers zurück, wurde jedoch bereits nach wenigen Wochen im Juli 2010 an Oriente Petrolero weiter verliehen. Von Anfang August bis Ende November 2010 absolvierte er bei den Bolivianern 17 Spiele (sechs Tore) in der LFPB sowie vier Begegnungen (ein Tor) in der Copa Sudamericana 2010. Der Klub wurde in jenem Jahr in der Clausura Bolivianischer Meister. Ab der zweiten Märzhälfte 2011 gehörte dann erneut dem Kader der Montevideo Wanderers an. Nach drei bzw. zwei Ligaeinsätzen jeweils ohne persönlichen Torerfolg in der Clausura 2011 bzw. Apertura 2011, setzte er ab der letzten Augustwoche 2011 seine Karriere in Spanien bei Recreativo Huelva fort. Bis zum Saisonende 2011/12 lief er bei den Andalusiern lediglich in sechs Spielen (kein Tor) der Segunda División und einem der Copa del Rey auf. Im Juli 2012 schloss er sich Bella Vista aus Montevideo an und bestritt 13 Erstligapartien (ein Tor) in der Apertura 2012. Es folgten drei Karrierestationen in China. Von Anfang Februar 2013 bis Jahresende spielte er für Beijing IT, in der ersten Jahreshälfte 2014 für Wuhan Zall und bis Mitte Dezember 2014 für Guangdong. Ende Januar 2015 band er sich vertraglich abermals an Oriente Petrolero. Bis Mitte Mai 2015 kam er bei den Bolivianern in acht Ligabegegnungen zum Einsatz, erzielte dabei aber keinen Treffer. Ab Juli 2015 stand Peinado wieder im Kader der Montevideo Wanderers und schoss in der Apertura der Spielzeit 2015/16 zwei Tore bei zehn absolvierten Spielen in der höchsten uruguayischen Spielklasse. Um Weihnachten 2015 löste er seinen Vertrag beim Klub aus Montevideo auf. Anfang April 2016 unterschrieb er einen Vertrag bei CF Villa Seca und spielte fortan für die Katalanen. Zur Saison 2017 verpflichtete ihn der Club Deportivo Águila aus El Salvador. Hier beendete er im selben Jahr seine aktive Laufbahn.

### Nationalmannschaft
Peinado war auch Mitglied der uruguayischen U-20-Auswahl. Er gehörte 2005 dem Kader an, der an der U-20-Südamerikameisterschaft 2005 in Kolumbien teilnahm. Bei der Veranstaltung erzielte er einen Treffer.